# Christophe Cussac
 (juillet 2022).
Il peut être nécessaire de l'améliorer pour respecter le principe de neutralité de point de vue. 

Christophe Cussac, né à Paris en 1955, est un chef cuisinier français.

## Biographie
Formé à l'école hôtelière Jean Drouant, il travaille entre 1977 et 1982 dans plusieurs établissements parisiens avec le cuisinier Joël Robuchon, qu'il considère comme son « père spirituel ». Il dirige d'abord son secrétariat de cuisine à l'hôtel Concorde Lafayette, et passe en cuisine à l'Hôtel Nikko puis au restaurant Jamin. Il travaille durant un an dans le restaurant roannais des frères Troisgros et rejoint en 1984 l'hôtel restaurant Relais & Châteaux de ses parents, l'Abbaye Saint-Michel à Tonnerre, auquel le guide Michelin décerne une seconde étoile en 1987. Le restaurant La Réserve de Beaulieu, à Beaulieu-sur-Mer obtient une seconde étoile en 1999, deux ans après son arrivée. De 2004 à 2018, Christophe Cussac dirige les cuisines du restaurant Joël Robuchon de l'Hôtel Métropole de Monte-Carlo. Le Michelin lui octroie une étoile en 2006, puis d'une seconde deux ans plus tard ,.
En 2018, le restaurant Joël Robuchon devient le restaurant du Métropole Monte-Carlo. Christophe Cussac reste le chef exécutif de tous les restaurants de l’hôtel.
Cette section est promotionnelle ou publicitaire (octobre 2023). Considérez son contenu avec précaution et/ou discutez-en.
En juin 2023, après deux années de réflexion et de grands travaux, ce qui fut un haut lieu de la gastronomie en 1920 sous le nom des Ambassadeurs, revient sous la houlette du chef étoilé Christophe Cussac. Le restaurant « Les Ambassadeurs by Christophe Cussac » ouvre ses portes et propose une cuisine méditerranéenne simple et savoureuse. Le 18 mars 2024, le guide Michelin lui a accordé deux étoiles. 